# Taeniaptera ichneumonea
Taeniaptera ichneumonea är en tvåvingeart som beskrevs av Brauer 1885. Taeniaptera ichneumonea ingår i släktet Taeniaptera och familjen skridflugor. Inga underarter finns listade i Catalogue of Life.